# تل حاجی محمد باغشاهی
تل حاجی محمد باغشاهی در شهرستان فیروزآباد، بخش مرکزی، روستای فتح‌آباد عرب واقع شده و این اثر در تاریخ ۱۲ بهمن ۱۳۸۱ با شمارهٔ ثبت ۷۱۹۸ به‌عنوان یکی از آثار ملی ایران به ثبت رسیده است.